# Sous-direction de l'anticipation opérationnelle
La Sous-direction de l'anticipation opérationnelle - SDAO è un servizio di intelligence della Gendarmeria nationale française che riferisce alla Direction des opérations et de l'emploi (DOE) all'interno della Direction générale de la Gendarmerie nationale, dedicata in particolare all'antiterrorismo. Il suo ruolo è quello di guidare l'intera catena funzionale responsabile della raccolta dell'intelligence, dell'analisi e della diffusione, dalle brigate al livello centrale, comprese le unità di intelligence dei gruppi, uffici di intelligence regionali e uffici di intelligence zonale.
Questa sottodirezione è composta dal Centre de renseignement opérationnel e dal Centre d'analyse et d'exploitation de la Gendarmerie. Responsabile della raccolta, utilizzo, analisi e diffusione dell'intelligence, la SDAO gestisce una funzione fondamentale al servizio di tutte le missioni della gendarmeria (polizia giudiziaria, pubblica sicurezza, ordine pubblico, difesa e protezione).
La sua azione di intelligence è anche parte di una stretta collaborazione e sinergia con il Service central du renseignement territorial (SCRT), all'interno della Direction centrale de la Sécurité publique (DCSP) della Direction générale de la Police nationale (DGPN).
La sua azione di intelligence va a vantaggio di tutte le missioni della gendarmeria, comprese quelle del Bureau de la lutte anti-terroriste, unità operativa della Sous-direction de la Police judiciaire e de la Gendarmerie.

## Funzioni
Il decreto 3 dicembre 2013 definisce le missioni della Sous-direction de l'anticipation opérationnelle:
- "Proporre la dottrina relativa alle missioni di intelligence all'interno della gendarmeria"
- "Elaborare informazioni interne ed esterne consentendo l'allerta delle autorità, nonché il monitoraggio di situazioni sensibili a breve termine"
- "Partecipare alla ricerca, raccolta, analisi e diffusione delle informazioni di difesa, ordine pubblico e sicurezza nazionale necessarie per lo svolgimento delle missioni della gendarmeria"
- "Garantire l'elaborazione di intelligence operativa sull'ordine pubblico e intelligence sulla sicurezza economica nella Francia continentale e all'estero"
- "Condurre o partecipare, con le altre sottodirezioni del dipartimento operazioni e occupazione, alla gestione interministeriale delle crisi"
- "Monitorare e coordinare l'azione delle unità nella loro area di responsabilità"